# Luis Coloma
Luis Coloma Roldán (Jerez de la Frontera, 9 de enero de 1851-Madrid, 10 de junio de 1915), conocido como el padre Coloma, fue un escritor, periodista y jesuita español. Popularizó el personaje del Ratoncito Pérez, aunque no fue su creador como según se cree.

## Biografía
Fue hijo del acreditado médico Ramón Coloma Garcés, casado en segundas nupcias con Concepción Roldán. A los doce años entró en la Escuela Naval preparatoria de San Fernando (1863), pero lo dejó para estudiar Derecho en la Universidad de Sevilla, en cuyas aulas obtuvo su licenciatura coincidiendo con la trascendental revolución de 1868, hacia la cual el joven jerezano mantuvo una actitud hostil que reflejaría de alguna manera en sus escritos. De esta época data su amistad con Fernán Caballero, ya anciana entonces, sobre la que escribiría unos Recuerdos. Luego se trasladó a Madrid, donde trabajó una breve temporada como pasante en el bufete del abogado Hilario Pina. Empezó a frecuentar tertulias elegantes y a colaborar en distintos periódicos defendiendo la Restauración de los Borbones (El Tiempo. Periódico político de la tarde de Madrid y El Porvenir de Jerez).

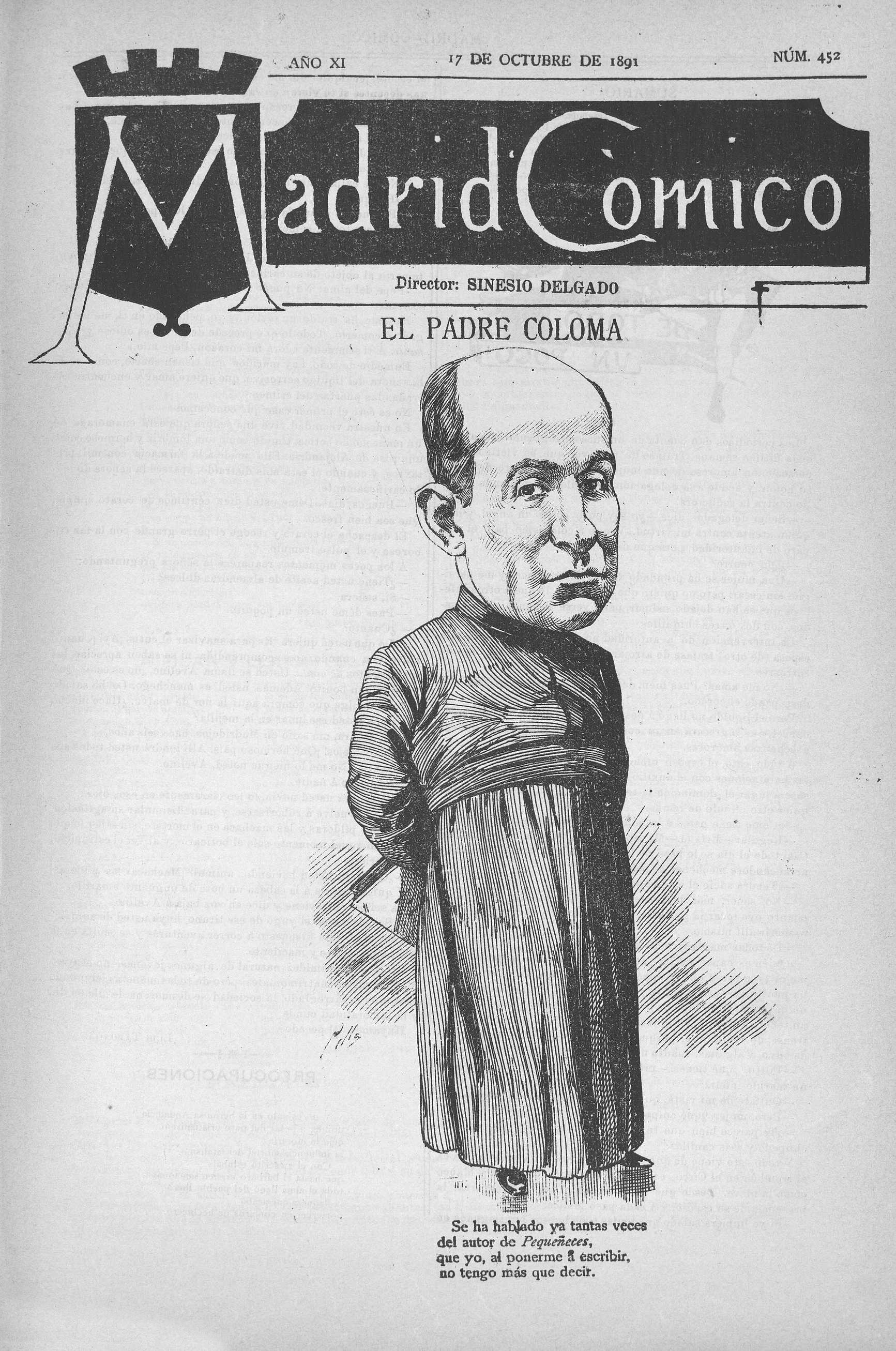
Caricaturizado en la portada de Madrid Cómico por Cilla (1891)

Una grave herida de bala en el pecho en 1872, fruto de un atentado contra su vida[cita requerida] (y no por un accidente cuando limpiaba un revólver, como se dijo), afianzó su decisión de dedicarse al sacerdocio en la Compañía de Jesús. Marchó a Francia con la decisión de hacer allí el noviciado; ingresó en 1873 en el seminario de Châteaux de Poyanne, en Las Landas, donde permanecerá hasta 1877. En 1874 es ordenado sacerdote dentro de la Compañía de Jesús. De vuelta a España se le destinó a tareas educativas en centros de Sevilla, Galicia, Murcia y Madrid. No por ello abandonó el periodismo, dedicándose a la literatura casi a tiempo completo.
Pasó de un costumbrismo evolucionado y los relatos cortos de sus Lecturas recreativas (1884) a la sátira social de la novela Pequeñeces (1891), que se considera su obra maestra. La aparición de este trabajo, primero por entregas en la revista bilbaína de los jesuitas El Mensajero del Sagrado Corazón de Jesús durante los meses de enero de 1890 a marzo de 1891, y luego publicado ese mismo año en dos volúmenes, suscitó un gran revuelo, al asociarse algunos de sus personajes con seres de existencia real, pero también por la pintura de una alta sociedad viciosa y mundana, la nobleza colaboracionista con el advenimiento del régimen liberal de la Restauración. El Heraldo de Madrid abrió un concurso de opiniones sobre Pequeñeces y durante quince días estuvo publicando críticas y erróneas interpretaciones que molestaron sobremanera al autor y a la Compañía y le impulsaron a cultivar desde entonces temas menos polémicos. A favor del autor se declaró, entre otros muchos grandes intelectuales, Emilia Pardo Bazán en su revista Nuevo Teatro Crítico, alabando el realismo naturalista de su texto pero censurando la visión moralista de su autor. Entre las críticas adversas destacó la de Juan Valera, quien evidentemente picado por el éxito de Pequeñeces, señala con ironía supuestas contradicciones del novelista a la hora de moralizar en Currita Albornoz al padre Luis Coloma; se hizo célebre una frase suya en ese sentido:

La novela hubiera sido mejor sin ser sátira, y la sátira mejor sin ser novela, y el sermón retemejor si no hubiera sido ni novela ni sátira.

El periodista Manuel Martínez Barrionuevo (1857-1917) publicó contra esta obra Un libro funesto: Pequeñeces, del Padre Coloma (Barcelona, 1891), folleto que tuvo tanto éxito como la misma novela, reimprimiéndose ocho veces. Mariano de Cavia le dedicó también  algunas ironías. El autor siguió publicando luego Retratos de antaño (1895), una serie de evocaciones históricas, entre 1895 y 1896 la primera parte de Boy, que no logró continuación; La reina mártir (1898), biografía novelada de María Estuardo; Jeromín, (1902), novela histórica sobre Don Juan de Austria, que contó durante el franquismo con una adaptación cinematográfica a cargo de Luis Lucia; El marqués de Mora (1903), biografía novelada de un ilustrado español, etc. Interesantes son asimismo sus Recuerdos de Fernán Caballero (1910), una autora a la que Coloma imitó en un principio. No dejó de colaborar en la prensa, en especial en La Ilustración Católica (1877...), Razón y Fe y El Mundo de los Niños (1891), publicando en estas revistas numerosos relatos fantásticos e infantiles. El clérigo liberal José Ferrándiz lo acusó de mala gramática y de haberse convertido en uno más en los salones de la nobleza que tanto detestaba:

Lo dedicaron a servir a la Compañía precisamente entre la aristocracia. Él personifica el tipo del jesuita enfermo de profesión, que por estar siempre delicado, le sientan mejor las comidas de los magnates que la del refectorio conventual; necesita cuidados, reposo, atmósfera tibia y aguas termales, esto sin falta. A Coloma podríamos llamarle el jesuita de los balnearios distinguidos: allí hace jesuitismo como los viajantes el artículo de su comercio. (...) Llegada la época, sale para Alzola, por ejemplo, donde veranean la condesa de Nalgares, la marquesa de Casa Melamenando y la señora y señoritas del banquero Agarramendi. (...) En Madrid no hace vida conventual; un duque le cede habitación y le pone mesa en su palacio; allí está regalado a lo príncipe: entra, sale, recibe a sus relaciones, come fuera, si lo invitan, y vuelve a la hora que se le antoja. José Ferrándiz, Sotanas conocidas, 1913, p. 93-94.

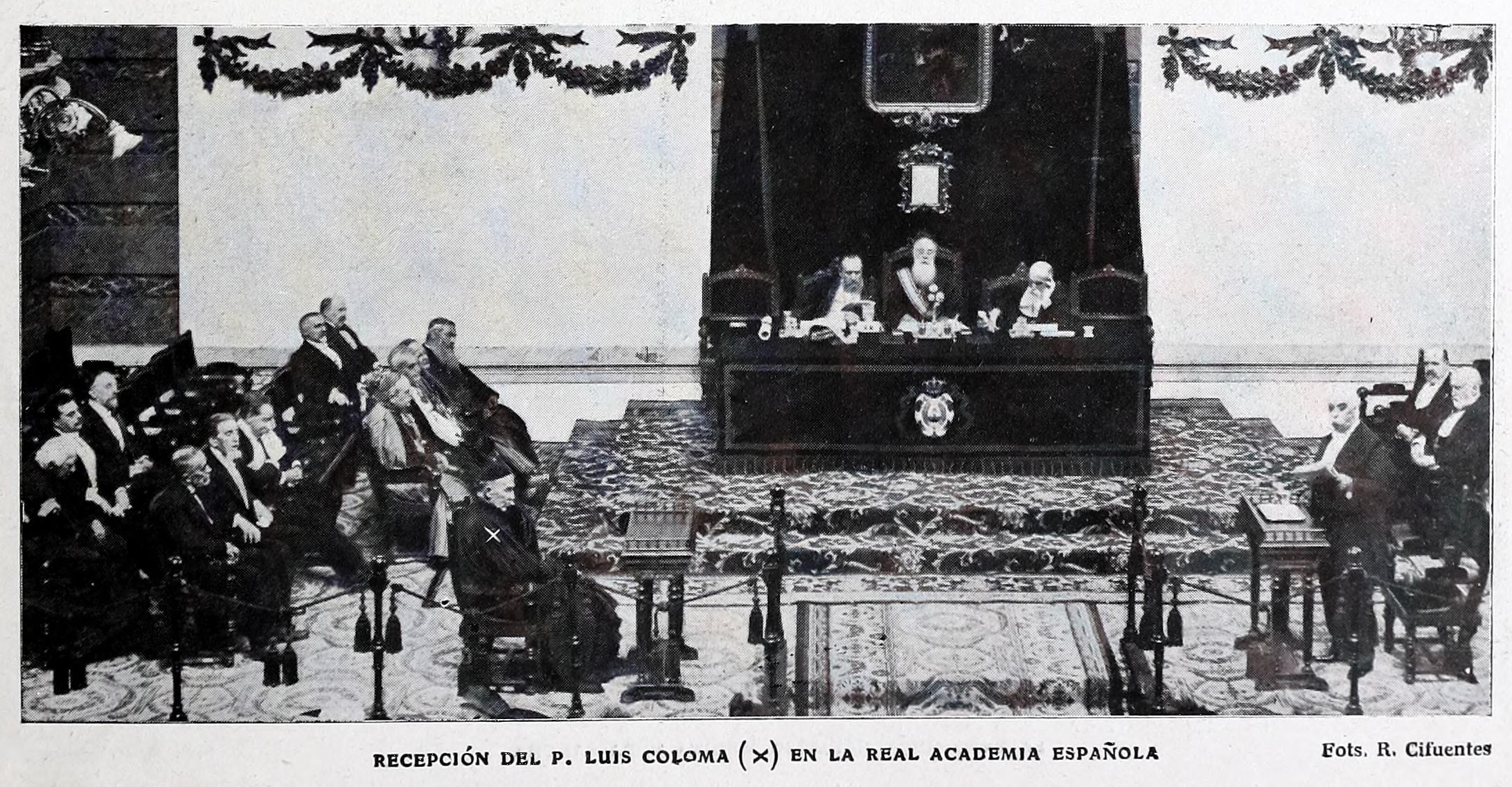
Recepción de Coloma en la Real Academia Española (1908)

A pesar de las críticas en contra, fueron mucho más numerosas e importantes las opiniones de autores y críticos de su tiempo, como Emilia Pardo Bazán, Fernán Caballero, José María de Pereda, José Echegaray o el mismo Galdós, quien apuntó su habilidad innata para la creación de ambientes y el esbozo de personajes.

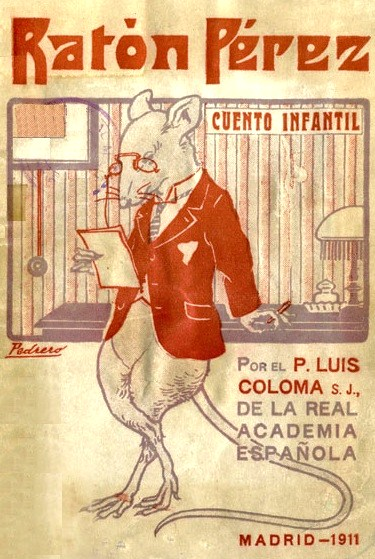
Portada de edición de 1911

Un novedoso estudio de la novela Pequeñeces nos lo ofrecen los trabajos del profesor y escritor Ricardo Serna, quien lleva muchos años estudiando distintos aspectos de la obra y biografía de Coloma. Su tesis doctoral titulada Literatura y ámbito masónico. A propósito de la novela Pequeñeces, del jesuita Luis Coloma, marca un antes y un después en el estudio de Coloma como narrador, y se adentra de manera muy especial en el análisis de los argumentos masónicos que se desarrollan en la novela, así como en los personajes masones y su papel en el devenir de la obra. Los libros, artículos y ensayos que Ricardo Serna ha publicado acerca del escritor jerezano, constituyen una aportación muy significativa en la investigación histórica y literaria de Coloma, su obra y su entorno vital. 
A finales del siglo XIX le pidieron al padre Coloma desde la corte que escribiera un cuento cuando a Alfonso XIII, que entonces tenía ocho años, se le cayó un diente. Al jesuita se le ocurrió la historia del Ratoncito Pérez, protagonizada por el Rey Buby, que era como la reina María Cristina llamaba a su hijo. Desde entonces el Ratoncito Pérez es un personaje muy popular entre los niños españoles e hispanoamericanos, a los que pone un regalo bajo la almohada cuando se les cae un diente. 
En política simpatizó con el carlismo y el integrismo, aunque posteriormente se decantó por el conservadurismo alfonsino. De hecho, en 1893 la propia reina María Cristina, de ideas católicas, le encomendó que procurase que los partidarios de Ramón Nocedal, especialmente dentro de la Compañía de Jesús, reconociesen a la dinastía reinante.
Luis Coloma entró en la Real Academia Española en 1908 y falleció en 1915.

## Adaptaciones al cine
El cine español de la era franquista fue prolífico en adaptar las obras de Coloma, aunque existe algún antecedente: Boy de Benito Perojo –película de 1926– que permanece como uno de los clásicos menores del cine mudo español. Aparte de la adaptación de esta historia en los años 1940 dirigida por Antonio Calvache (1940), y la de Jeromín (1953) por Luis Lucia Mingarro, destaca la exitosa producción de Cifesa Pequeñeces (1950) de Juan de Orduña con Aurora Bautista, Jorge Mistral y Sara Montiel, entre otros. En 2006 fue llevada a la gran pantalla Pérez, el ratoncito de tus sueños, de Juan Pablo Buscarini.

## Obras

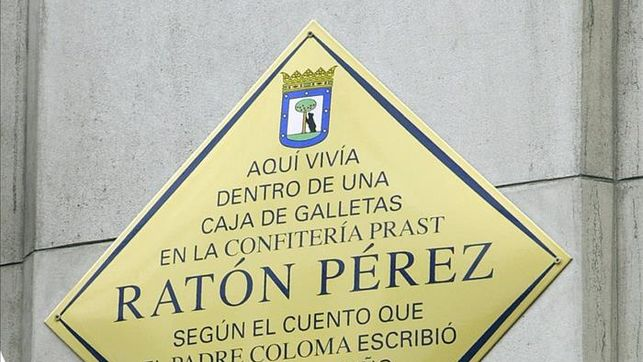
Placa

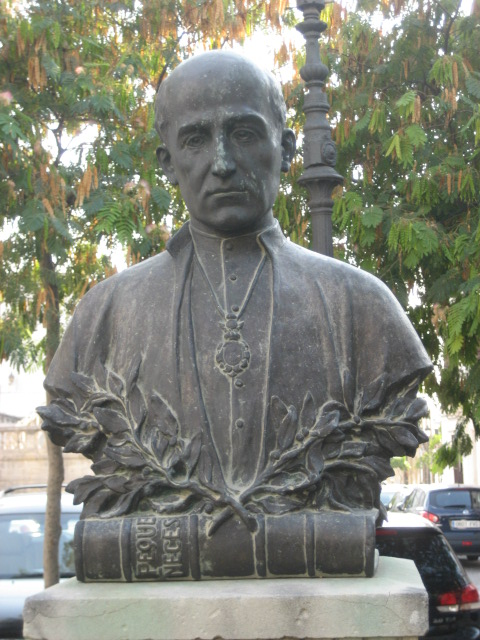
Busto en Jerez de la Frontera

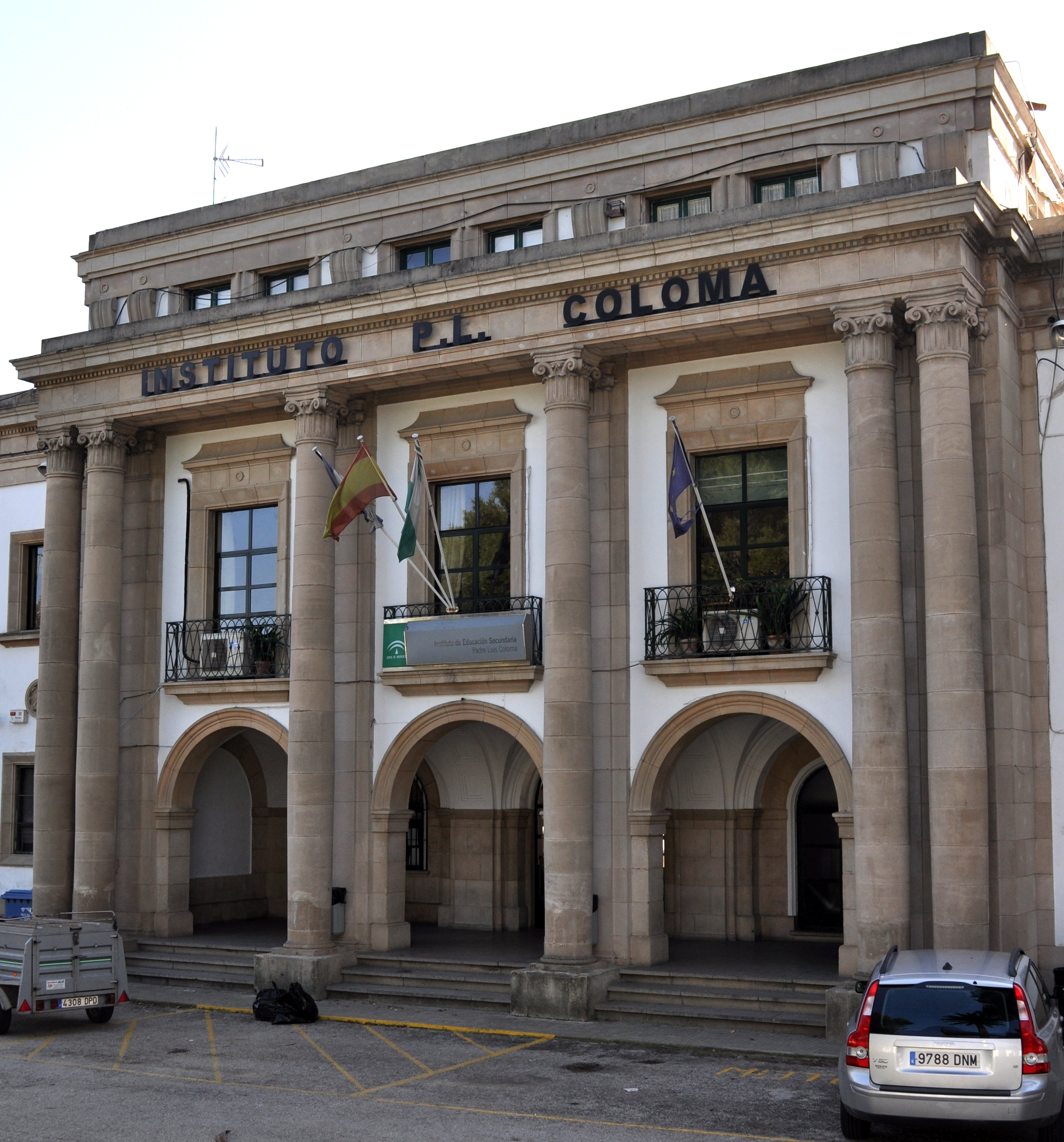
Instituto en su nombre en Jerez de la Frontera

- Obra completa, Madrid: Editorial Razón y Fe, 1942, 19 vols.:  2 novelas, 41 relatos cortos, 6 biografías históricas, un discurso académico y dos libros religiosos.
- Solaces de un estudiante (Cuadro de costumbres españolas) (1871), prólogo de Cecilia Böhl de Faber. Se reeditó con el mismo título (Madrid: Bruno del Amo, 1910)
- Colección de lecturas recreativas (1884, 1885, 1886), 1902.
- Del natural (Copias varias) (Bilbao: Administración de El Mensajero del Corazón de Jesús, 1888)
- Pequeñeces (1890-1891) en "El Mensajero del Corazón de Jesús"
- Cuentos para niños (1890) en "El Mensajero del Corazón de Jesús"
- Juan Miseria. Cuadro de costumbres populares (Madrid, Imprenta católica de Adolfo Ruiz de Castroviejo 1893)
- Retratos de antaño (Cuadros biográficos del siglo XVIII) (1893)
- Boy (1895-1896)
- La reina mártir (1898), biografía de María Estuardo.
- Jeromín (1902), novela dialogada sobre la vida de Juan de Austria.
- El marqués de Mora (1903), biografía de un ilustrado español.
- Recuerdos de Fernán Caballero (1910)
- Fray Francisco (1911),  biografía del cardenal Francisco Jiménez de Cisneros.

## Reconocimientos
Existen diversos homenajes tanto a su memoria como a la de su personaje el ratón Pérez, entre ellos el Instituto Padre Luis Coloma en su ciudad natal.